# Aristolochia teretiflora
Aristolochia teretiflora là một loài thực vật có hoa trong họ Aristolochiaceae. Loài này được Pfeifer mô tả khoa học đầu tiên năm 1970.